# Bram
Bram és un municipi francès, situat al departament de l'Aude i a la regió d'Occitània.
El 1939 s'hi instal·là un camp de concentració per als refugiats republicans de la guerra civil espanyola, organitzat en nou grans grups de barraques, on foren internats de trenta mil a quaranta mil homes, civils i militars (vegeu La Retirada).

## Història

### Antiguitat
El vicus Eburomagus  és conegut des del S. IV, i apareix amb aquest nom a la taula de Peutinger. El poble era un important mercat de vins situat en una cruïlla de la ruta Aquitània. Les excavacions han revelar l'existència d'un teatre.
L'any 333, l'Itinerarium Burdigalense, l'esmenta com a punt d'aturada amb la denominació de Vicus Hebromago.

### Edat Mitjana
Durant la croada albigesa, l'exèrcit croat dirigit per Simó de Montfort va assetjar i prendre Carcassona el 1209 i va castigar les pràctiques herètiques del catarisme. Poc després, a principis de 1210, l'host croada va assaltar la petita ciutat de Bram que es va negar a obrir les portes. Simó de Montfort va ordenar arrencar els nassos i els ulls dels supervivents, com a represàlia. Només un se'n lliurarà del càstig per a fer de guia per als altres.
El centre del poble es va desenvolupar sobre un pla de carrers concèntrics al voltant del castell de mota. Posteriorment, el castell es va traslladar fora del poble, alliberant la plaça central.

### Època contemporània
Durant la Segona Guerra Mundial, es va establir un camp d'internament, conegut com "camp de Pigné", a la zona fronterera entre els municipis de Bram i Mont-real, prop de la línia de ferrocarril que anava a l'Avelhanet. Actiu del 1939 al 1941, hi van ser internades entre 15.000 i 18.000 persones, principalment exiliats espanyols de la Retirada.

## Patrimoni cultural
- Església de Sant Julien: església construïda al segle xiv. L'absis i el campanar estan catalogats com a monument històric.